# Forbestra equicoloides
Forbestra equicoloides är en fjärilsart som beskrevs av Frederick DuCane Godman och Osbert Salvin 1898. Forbestra equicoloides ingår i släktet Forbestra och familjen praktfjärilar. Inga underarter finns listade i Catalogue of Life.